# Roost-Warendin
Roost-Warendin è un comune francese di 6 255 abitanti situato nel dipartimento del Nord nella regione dell'Alta Francia.

## Società

### Evoluzione demografica
Abitanti censiti